# Brugergrænsefladedesign
Brugergrænsefladedesign eller UI-design (engelsk: user interface design) er design af brugergrænseflader til maskiner og programmel, såsom computere, husholdningsapparater, mobile enheder og andre elektroniske enheder, med fokus på at maksimere brugervenlighed og brugeroplevelsen. I computer- eller softwaredesign er brugergrænsefladedesign processen at bygge æstetiske og brugervenlige grænseflader. Designere forsøger at bygge brugergrænseflader, der er nemme og behagelige at bruge. UI-design refererer til grafiske brugergrænseflader og andre former for brugergrænseflader. Målet med brugergrænsefladedesign er at gøre brugerens interaktion så enkel og effektiv som muligt, i forhold til at brugeren opnår sine mål (brugercentreret design).
Brugergrænseflader er kontaktfladerne mellem brugere og design. Der er tre typer:
- Grafiske brugergrænseflader (GUI'er) - Brugere interagerer med visuelle repræsentationer på en computerskærm. Skrivebordet er et eksempel på en GUI.
- Grænseflader styret med stemmen - Brugere interagerer med disse ved hjælp af stemmen. De fleste digitale assistenter, såsom Siri, Google Assistant eller Alexa, bruger stemmestyring.
- Interaktive grænseflader ved hjælp af bevægelser - Brugere interagerer med virtuelle 3D-miljøer ved hjælp af kroppen, f.eks. i virtual reality-spil.